# Depeche Mode
Depeche Mode (izgovorjava: dəˌpɛʃˈmoʊd) je angleška glasbena skupina, ki igra elektronsko glasbo in je bila ustanovljena v letu 1980 v Basildonu v pokrajini Essex ter je še danes aktivna. Prvotno skupino so sestavljali člani Dave Gahan (vodilni vokal), Martin Gore (klaviature, kitara, vokal, urednik in tekstopisec po letu 1981), Andrew Fletcher (klaviature) in Vince Clarke (klaviature, urednik in tekstopisec od 1980-81). Clarke je skupino zapustil po realizaciji njihovega debitantskega albuma v letu 1981, nadomestil pa ga je Alan Wilder (produkcija, glavne klaviature), ki je bil član skupine od 1982 do 1995. Gahan, Gore in Fletcher so kariero od takrat dalje nadaljevali kot trio. Leta 1998 sta postala pridružena člana skupine še Christian Eigner (bobni) in Peter Gordeno (klaviature). Leta 2020 je bila skupina sprejeta v Hram slavnih rokenrola. Leta 2022 je umrl Andrew Fletcher, ustanovni član skupine.

## Diskografija

### Albumi
- 1981: Speak & Spell
- 1982: A Broken Frame
- 1983: Construction Time Again
- 1984: Some Great Reward
- 1986: Black Celebration
- 1987: Music for the Masses
- 1990: Violator
- 1993: Songs of Faith and Devotion
- 1997: Ultra
- 2001: Exciter
- 2005: Playing the Angel
- 2009: Sounds of the Universe
- 2013: Delta Machine
- 2017: Spirit
- 2023: Memento Mori

### Kompilacije
- 1985: The Singles 81→85
- 1998: The Singles 86>98
- 2004: Remixes 81–04
- 2006: The Best of, Volume 1
- 2011: Remixes 2: 81–11

## Turneje
- 1980 Tour (1980)
- 1981 Tour (1981)
- See You Tour (1982)
- A Broken Frame Tour (1982–1983)
- Construction Time Again Tour (1983–1984)
- Some Great Reward Tour (1984–1985)
- Black Celebration Tour (1986)
- Music for the Masses Tour (1987–1988)
- World Violation Tour (1990)
- Devotional Tour (1993)
- Exotic Tour/Summer Tour '94 (1994)
- The Singles Tour (1998)
- Touring the Angel (2005–2006) (na tej turneji so se ustavili tudi v Ljubljani na Stadionu Bežigrad 14. 6. 2006)
- Tour of the Universe (2009–2010)
- Delta Machine Tour (2013–2014)
- Global Spirit Tour (2017–2018) (na tej turneji so se ustavili tudi v Ljubljani v Areni Stožice 14. 5. 2017)
- Memento Mori World Tour (2023–2024)